# Trạm trộn bê tông nhựa

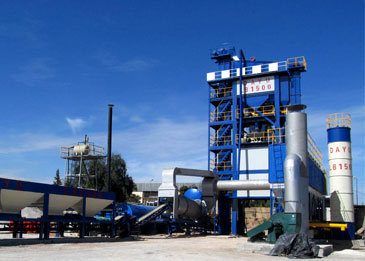
Hình ảnh của nhà máy nhựa đường để làm đường nhựa.

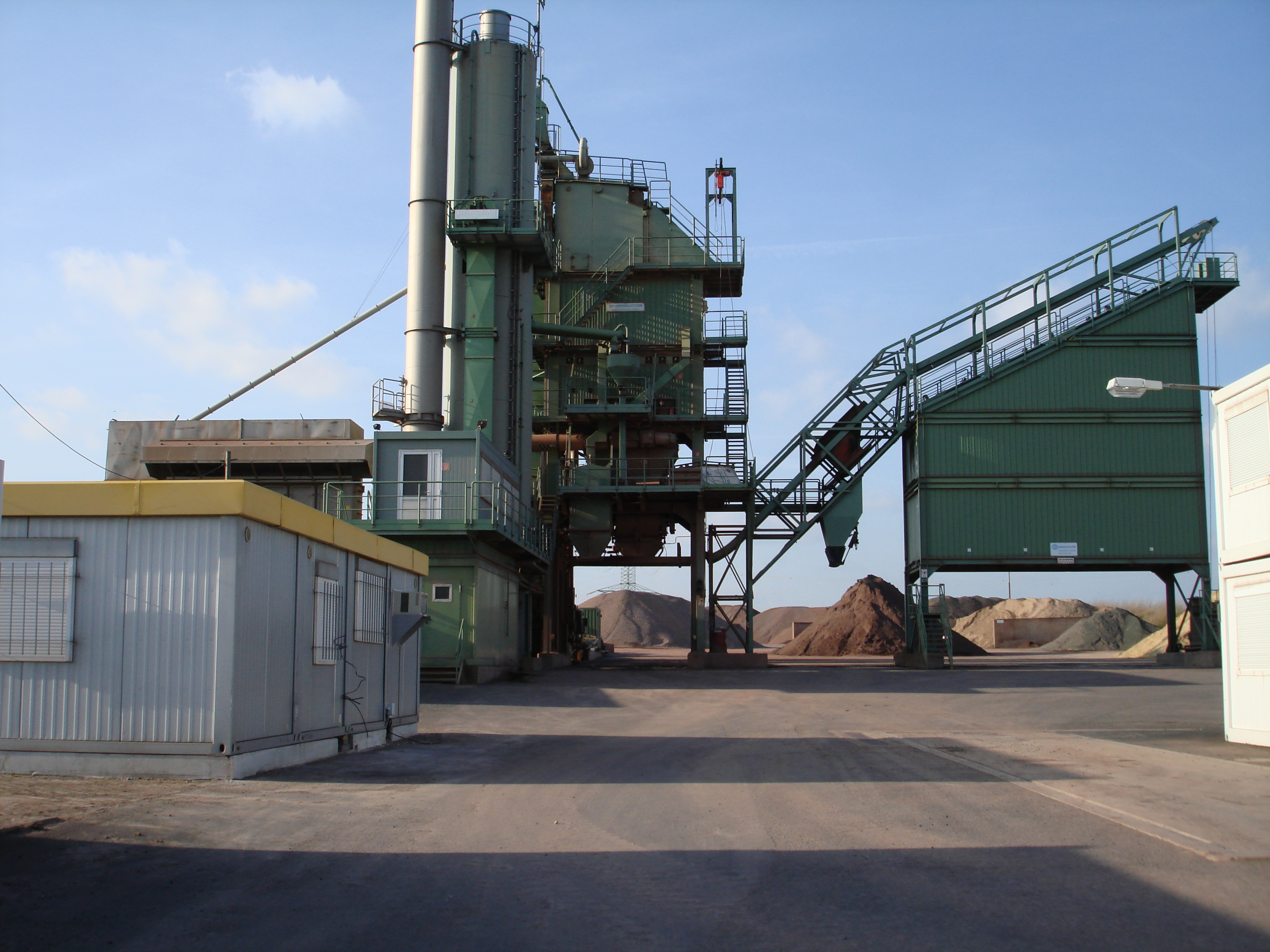
Một trạm trộn bê tông nhựa tại Đức

Trạm trộn bê tông nhựa là một loại thiết bị dùng để sản xuất bê tông nhựa thông qua quá trình trộn và gia nhiệt các loại đá khoáng sản, cốt liệu (bột đá/đá dăm), chất kết dính (thường là bitum, trong vài trường hợp là hắc ín) và có thể có các chất phụ gia khác. Toàn bộ trình tự quá trình phức tạp này được thực hiện thông qua một trung tâm điều khiển, với công suất khoảng 80 đến 320 tấn mỗi giờ.

## Quy trình sản xuất
Về cơ bản có hai quy trình sản xuất:
- Sản xuất liên tục: quá trình pha trộn diễn ra liên tục (không nghỉ). Các thành phần nguyên liệu được bổ sung liên tục vào quá trình trộn. Phương pháp này đặc biệt thích hợp kiểu trạm có dạng nhà máy.
- Sản xuất gián đoạn (chu kỳ): các thành phần nguyên liệu được tính toán số lượng và cho vào máy trộn cùng 1 lượt. Phương pháp này linh hoạt hơn bởi vì nó cho phép thay đổi công thức hỗn hợp, hỗn hợp đạt được có chất lượng cao và có thể tùy chỉnh được thời gian pha và chu kỳ trộn.

## Các loại trạm trộn bê tông nhựa
- Trạm được xây dựng dạng nhà máy có kết cấu bê tông: loại trạm này có năng suất sản xuất cao có thể phân phối cho các công trình lớn như đường cao tốc hay các khu công nghiệp của các thành phố lớn, một số trạm dạng này có thể được xây dựng tại các khu mỏ khai thác đá để giảm chi phí vận chuyển nguyên vật liệu.
- Loại trạm dễ dàng di chuyển và lắp đặt, có kết cấu khung thép: loại trạm này cung cấp bê tông nhựa tại chỗ theo từng giai đoạn cho các công trình ví dụ như xây dựng đường cao tốc. Khi hoàn thành giai đoạn thi công thì có thể tháo rời và di chuyển đến nơi khác.
- Loại trạm có gắn bánh xe: thường được sử dụng khi công trình có quy mô nhỏ, ví dụ như ở các vùng nông thôn xa xôi, trạm gắn với 1 xe tải có thể di chuyển dễ dàng.

## Cấu tạo
Trạm trộn bê tông nhựa thường gồm nhiều mô-đun với các tính năng cơ bản khác biệt:
- Hệ thống định lượng nguyên vật liệu.
- Máy sấy khô vật liệu khoáng.
- Thiết bị lọc bụi.
- Bộ phận gia nhiệt (đốt nóng).
- Silô lưu trữ đá cốt liệu (giữ ở nhiệt độ cao)
- Mô-đun trộn.
- Kho lưu trữ hỗn hợp thành phẩm, kể cả những xe tải có bồn xoay để vận chuyển.
- Kho lưu trữ cốt liệu.
- Bồn chứa cho chất kết dính (hệ thống bồn chứa bitum)